# قائمة العطل الرسمية في كوستاريكا
هذه هي قائمة العُطل الرسميّة في كوستاريكا.
- 1 كانون الثاني/يناير: عيد رأس السنة.
- 11 نيسان/أبريل: يوم خوان سانتاماريا.
- الخميس العظيم (يُعرف أيضًا باسمِ الخميس المقدس).
- الجمعة العظيمة (الجمعة قبل عيد الفصح).
- عيد الفصح.
- 1 أيّار/مايو: عيد العمال
- 25 تمّوز/يوليو: يوم جواناكاست.
- 2 آب/أغسطس: يوم عذراء لوس أنجلوس.
- 15 آب/أغسطس: عيد الأم.
- 15 أيلول/سبتمبر: عيد الاستقلال.
- 12 تشرين الأول/أكتوبر: اليوم الوطني للثقافات.
- 25 كانون الأول/ديسمبر: عيد الميلاد.